# Ralph Hounnou
Ralph Immacule Hounnou (* 16. Januar 2002) ist ein deutscher Basketballspieler beninischer Abstammung.

## Werdegang
Hounnou kam im Alter von sechs Monaten aus Benin nach Deutschland. Er wuchs in Berlin und Weißenfels auf, begann an der Weißenfelser Herderschule in einer Arbeitsgemeinschaft mit dem Basketballsport und kam in den Nachwuchsbereich des Mitteldeutschen BC. Er besuchte die Sportschule Halle. Zu den Einsätzen für den MBC in der Jugendleistungsklasse Nachwuchs-Basketball-Bundesliga (NBBL) kamen ab September 2018 zusätzlich Spiele im Herrenbereich für die BG Bitterfeld-Sandersdorf-Wolfen 06 in der 2. Bundesliga ProB.
2019 wechselte Hounnou nach München, setzte seine Laufbahn an der Basketballfördereinrichtung IBAM fort und spielte für den MTSV Schwabing in der 1. Regionalliga. Im Sommer 2020 nahm er ein Angebot des Bundesligisten MHP Riesen Ludwigsburg an, für dessen Jugendmannschaft er zuvor im Januar 2020 als Gastspieler beim Nachwuchsturnier der EuroLeague getragen hatte. Hounnou erhielt in Ludwigsburg einen Dreijahresvertrag. Die angestrebte Erlangung der deutschen Staatsbürgerschaft verzögerte sich, in der Basketball-Bundesliga kam er für Ludwigsburg nicht zum Einsatz, sondern spielte kurz für die BSG Basket Ludwigsburg in der 1. Regionalliga, ehe die Saison 2020/21 wegen der Covid-19-Pandemie abgebrochen wurde.
2021 erhielt er die deutsche Staatsbürgerschaft, im Juli desselben Jahres wurde er vom Bundesligisten Telekom Baskets Bonn verpflichtet. Honnou wurde mit einem Zweijahresvertrag ausgestattet, der ebenfalls die Möglichkeit vorsah, bei den Dragons Rhöndorf in der 2. Bundesliga ProB Spielerfahrung zu sammeln. Honnou bestritt letztlich in der Saison 2021/22 16 Drittligaspiele für Rhöndorf, in der Bonner Bundesligamannschaft wurde er nicht eingesetzt.
Im Sommer 2022 kehrte er zum Mitteldeutschen BC zurück, erhielt zusätzlich wieder ein Zweitspielrecht für die BG Bitterfeld-Sandersdorf-Wolfen 06. Anfang Februar 2023 wurde Hounnou beim MBC sein erster Bundesligaeinsatz gewährt. Zur Saison 2024/25 wechselte er zu Phoenix Hagen in die 2. Bundesliga ProA.
Nach einem Jahr in Hagen folgte Hounnou dem Ruf seines ehemaligen Trainers Predrag Krunic und wechselte zum Bundesligisten EWE Baskets Oldenburg.